# 西光院 (足立区竹の塚)
西光院（さいこういん）は、東京都足立区にある真言宗豊山派の寺院。新四国四箇領八十八箇所霊場第87番札所。

## 概要
江戸時代初期、河内胤盛（1630年没）の開基である。河内家は元々は後北条氏の家臣であったが、北条氏滅亡後は竹の塚に定住し名主を務めた家柄である。
境内には、大日如来坐像がある。足立区内最大の金銅仏であり、足立区の有形文化財に登録されている。

## 文化財
銅造大日如来坐像足立区登録有形文化財 彫刻
河内久蔵碑足立区登録有形文化財 歴史資料
庚申塔（元禄十一年銘）足立区登録有形民俗文化財 歴史資料
庚申塔（享保十一年銘）足立区登録有形民俗文化財 歴史資料

## 交通アクセス
- 竹ノ塚駅より徒歩10分（経路案内）。